# Love Man
Love Man è un album raccolta di Otis Redding, pubblicato dalla ATCO Records nel 1969. I brani del disco (inediti) furono registrati prima del 10 dicembre 1967 a Memphis (Tennessee).

## Tracce
Lato A
1. I'm a Changed Man – 2:15 (Steve Cropper, Otis Redding, Louiella Cullipher)
2. (Your Love Has Lifted Me) Higher and Higher – 3:03 (Gary Jackson, Carl Smith)
3. That's a Good Idea – 2:17 (Otis Redding)
4. I'll Let Nothing Separate Us – 2:51 (Otis Redding)
5. Direct Me – 2:18 (Steve Cropper, Otis Redding) – Registrato (circa) il 6 dicembre 1967 a Memphis (Tennessee)
6. Love Man – 2:17 (Otis Redding)

Lato B
1. Groovin' Time – 2:46 (Otis Redding, Steve Cropper)
2. Your Feeling Is Mine – 2:19 (Otis Redding)
3. Got to Get Myself Together – 2:25 (Otis Redding)
4. Free Me – 3:06 (Otis Redding, Gene Lawson)
5. A Lover's Question – 2:52 (Brook Benton, Jimmy Williams) – Registrato (circa) il 6 dicembre 1967 a Memphis (Tennessee)
6. Look at That Girl – 2:36 (R. Stewart, E. Morris)

## Formazione
Brani A1, A2, A3, A4, B1, B2, B3, B4, B6
- Otis Redding - voce
- Booker T. Jones - tastiera, pianoforte, organo
- Isaac Hayes - tastiera, pianoforte, organo
- Steve Cropper - chitarra
- Donald Dunn - basso
- Al Jackson Jr. - batteria
- Wayne Jackson - tromba
- Andrew Love - sassofono tenore
- Joe Arnold - sassofono tenore

Brani A5, B5
- Otis Redding - voce
- Booker T. Jones - tastiera, pianoforte, organo
- Isaac Hayes - tastiera, pianoforte, organo
- Steve Cropper - chitarra
- Donald Dunn - basso
- Al Jackson Jr. - batteria
- Wayne Jackson - tromba
- Andrew Love - sassofono tenore
- Joe Arnold - sassofono tenore

Brano A6
- Otis Redding - voce
- Booker T. Jones - tastiera, pianoforte, organo
- Isaac Hayes - tastiera, pianoforte
- Steve Cropper - chitarra
- Donald Dunn - basso
- Al Jackson Jr. - batteria
- Wayne Jackson - tromba
- Andrew Love - sassofono tenore
- Joe Arnold - sassofono tenore